# Melipotis surinamensis
Melipotis surinamensis är en fjärilsart som beskrevs av Heinrich Benno Möschler 1880. Melipotis surinamensis ingår i släktet Melipotis och familjen nattflyn. Inga underarter finns listade i Catalogue of Life.